# Odontomyia maculata
Odontomyia maculata är en tvåvingeart som beskrevs av de Meijere 1907. Odontomyia maculata ingår i släktet Odontomyia och familjen vapenflugor. Inga underarter finns listade i Catalogue of Life.